# Benissanó
Benisanó là một đô thị ở comarca Camp de Túria cộng đồng Valencia, Tây Ban Nha. Đô thị này có diện tích 2,28 km², dân số thời điểm năm 2006 là 2004 người.